# Isaac Steinberg
Isaac Nachman Steinberg (em russo:  Исаак Нахман Штейнберг; 13 de julho de 1888 — 2 de janeiro de 1957) foi um advogado, revolucionário, político, líder do movimento Territorialista Judaico e escritor da Rússia soviética que serviu como Comissário do Povo para a Justiça durante o governo de Vladimir Lenin.

## Biografia
Nasceu em Dvinsk, Império Russo (atual Dunaburgo, Letônia), em uma família de comerciantes judeus. Criado em uma casa religiosa tradicional, em 1906 entrou na Universidade de Moscou, onde estudou direito. Juntou-se ao Partido Socialista Revolucionário e foi exilado por seu ativismo. Então se mudou para a Alemanha e completou sua educação na Universidade de Heidelberg.
Em 1910 retornou à Rússia e trabalhou como advogado. De dezembro de 1917 a março de 1918, foi Comissário do Povo (Narkom) para a Justiça no governo de Vladimir Lenin durante a coalizão de curta duração dos bolcheviques com a ala de esquerda dos Socialistas Revolucionários. Renunciou a seu cargo em protesto contra o Tratado de Brest-Litovski e fez campanha contra os bolcheviques. Em 1923, ao ser avisado de que estava em perigo de assassinato, mudou-se para a Alemanha e levou sua família com ele.
Depois que os nazistas chegaram ao poder em 1933, Steinberg, sua esposa e três filhos se instalaram em Londres. Lá, foi um dos cofundadores da Freeland League, que tentou encontrar um refúgio seguro para os judeus europeus que fugiram do Holocausto.
A liga selecionou a região de Kimberley da Austrália Ocidental como um lugar para comprar terras agrícolas onde 75 mil refugiados judeus da Europa poderiam ser reassentados. Este esforço tornou-se conhecido como o Plano Kimberley, ou Kimberley Scheme. Steinberg baseou sua campanha na necessidade oficialmente declarada de povoar o norte da Austrália. Em 23 de maio de 1939 chegou a Perth e, no início de 1940, ganhou apoio público substancial, mas também encontrou oposição.
Deixou a Austrália em junho de 1943 para se juntar a sua família no Canadá. Em 15 de julho de 1944 foi informado pelo primeiro-ministro australiano, John Curtin, que o governo australiano não "se afastaria da política estabelecida há muito tempo em relação à liquidação alienígena na Austrália" e não poderia "entreter a proposta de um acordo coletivo de tipo exclusivo contemplado pela Freeland League".
Continuou seus esforços apesar dos contratempos. Em 1946, a Freeland League iniciou negociações com os governos do Suriname e da Países Baixos sobre o possível reassentamento de 30 mil pessoas deslocadas da Europa no distrito de Saramacca, no Suriname. Uma delegação da liga liderada por Steinberg, acompanhada por Henri B. van Leeuwen e N. Fruchtbaum, visitou o Suriname em abril de 1947. Em agosto de 1948, o parlamento do Suriname decidiu "suspender as discussões até o esclarecimento completo da situação internacional". As negociações nunca foram retomadas.
Era um prolífico escritor, editor e ativista cultural proeminente em iídiche, que desempenhou um papel importante no desenvolvimento do movimento iídiche. Era um judeu ortodoxo; há rumores de que, durante seu curto mandato como Comissário para a Justiça, recusou-se a trabalhar no sábado, muito para o desânimo de Lenin.
Morreu em Nova Iorque em 1957. Seu filho foi o historiador de arte Leo Steinberg.

## Visão política

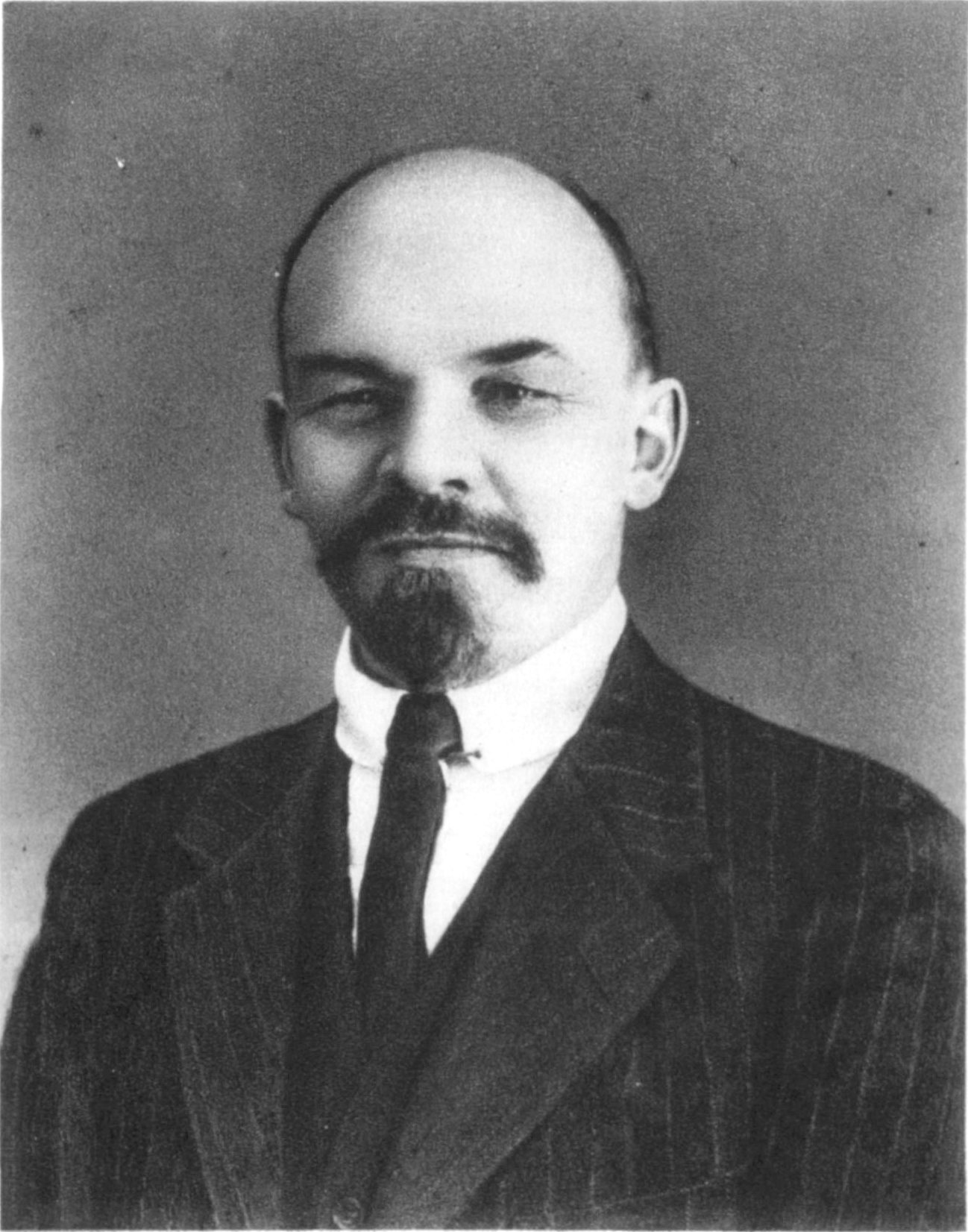
Lenin em 1930

Suas visões políticas eram essencialmente anarquistas, embora se definisse como um Socialista Revolucionário de Esquerda ou Narodnik de Esquerda. Os SRs de Esquerda propuseram uma federação radicalmente descentralizada de sindicatos de trabalhadores, conselhos e cooperativas cujos delegados são escolhidos por democracia direta e podem ser revogados a qualquer momento.
Ao contrário de muitos anarquistas, acreditava que era possível e necessário formar um partido político cuja tarefa seria a destruição do estado de dentro. Também observou, como alguns anarquistas contemporâneos, que mesmo uma federação sindicalista estabelecida não seria completamente livre de elementos ou "cristais" de poder organizado. Segundo Steinberg, mesmo um sistema social relativamente gratuito e sem estado tem que reconhecer a existência de algumas estruturas remanescentes do governo em si mesmas, para descentralizá-los ou desmantelar e "anarquizar" a sociedade. Considerava o anarquismo como um princípio subjacente, espírito e impulso do socialismo revolucionário, e não como um programa político concreto com o objetivo final. Portanto, ele se absteve de equiparar suas ideias sindicalistas com "anarquismo", porque essa equação, em sua opinião, teria comprometido a natureza muito subtil e perpétua dos princípios anarquistas.
Era um líder do movimento Territorialista Judaico. Trabalhou duro para estabelecer um território judeu autogerenciado, mas não apoiou a ideia do Estado-nação judaico e foi altamente crítico com a política do movimento sionista. Após o estabelecimento do Estado de Israel, apoiou a ideia de criar uma federação binacional em Israel/Palestina e, ao mesmo tempo, continuou seus esforços para estabelecer um conjunto judaico compacto autogovernado, em algum lugar fora do Oriente Médio.

## Obras
- (em russo) "Нравственный лик революции" ("Moral Face of the Revolution"), Berlim, 1923
- (em iídiche) זכרונות פֿון אַ פֿאָלקס־קאָמיסאַר ("Memoirs of People's Commissar"), Varsóvia, 1931
- "Spiridonova: Revolutionary Terrorist". Traduzido e editado por Gwenda David e Eric Mosbacher. Londres, 1935.
- (em iídiche) געלעבט און געחלומט אין אויסטראַליע ("Lived and dreamed in Australia"), Melbourne, 1943
- Australia: The Unpromised Land (London, 1948)
- (em iídiche) מיט אײן פֿוס אין אַמעריקע: פּערזאָנען, געשעענישן און אידעען ("With one foot in America: People, Events and Ideas"), México, 1951
- (em iídiche) אין קאַמף פֿאַר מענטש און ייִד ("In Struggle for Man and Jew"), Buenos Aires, 1952
- In The Workshop Of The Revolution (1955)